# Israel Olatunde
Israel Olatunde (Dundalk, 29 maggio 2002) è un velocista irlandese.

## Biografia
È nato in Irlanda da genitori nigeriani, immigrati nel 1999.
È il primo irlandese ad andare in finale dei 100 m, battendo il primato nazionale, agli europei 2022.

## Palmarès
| Anno | Manifestazione  | Sede     | Evento      | Risultato  | Prestazione | Note                                     |
| ---- | --------------- | -------- | ----------- | ---------- | ----------- | ---------------------------------------- |
| 2018 | Europei U18     | Gyor     | 100 m piani | Semifinale | 11"09       |                                          |
| 2021 | Europei indoor  | Toruń    | 60 m piani  | Batteria   | 6"79        |                                          |
| 2021 | Europei U20     | Tallinn  | 100 m piani | Semifinale | 10"51       |                                          |
| 2021 | Europei U20     | Tallinn  | 4x100 m     | Batteria   | 41"06       |                                          |
| 2022 | Mondiali indoor | Belgrado | 60 m piani  | Batteria   | 6"66        |                                          |
| 2022 | Europei         | Monaco   | 100 m piani | 6º         | 10"17       | Record nazionale                         |
| 2022 | Europei         | Monaco   | 4x100 m     | Batteria   | dnf         |                                          |
| 2023 | Europei indoor  | Istanbul | 60 m piani  | Semifinale | 6"69        |                                          |
| 2023 | Europei U23     | Espoo    | 100 m piani | 8º         | 10"44       |                                          |
| 2023 | Europei U23     | Espoo    | 4x100 m     | 5º         | 39"51       | Miglior prestazione nazionale under 23   |
| 2024 | Mondiali indoor | Glasgow  | 60 m piani  | Batteria   | 6"70        | Miglior prestazione personale stagionale |
| 2024 | Europei         | Roma     | 100 m piani | Semifinale | 10"40       |                                          |
| 2024 | Europei         | Roma     | 4×100 m     | Batteria   | 39"34       |                                          |